# Мала Совпа
Мала́ Совпа́ — село у складі Великомежиріцької сільської громади Рівненського району Рівненської області; населення — 501 особа; перша згадка — 1635 рік[джерело?]. У селі є загальноосвітня школа І–ІІ ступенів, клуб, публічно-шкільна бібліотека, фельдшерсько-акушерський пункт, Свято-Покровська церква.

## Географія
Селом протікає річка Стави.

## Історія
У 1906 році село Межиріцької волості Рівненського повіту Волинської губернії. Відстань від повітового міста 47 верст, від волості 8. Дворів 74, мешканців 472.

## Населення

### Мова
Розподіл населення за рідною мовою за даними перепису 2001 року:
| Мова       | Кількість | Відсоток |
| ---------- | --------- | -------- |
| українська | 501       | 100%     |